# Henry Danger - Il film
Harry Danger - Il film (Henry Danger: The Movie) è un film commedia di supereroi per la televisione del 2025, basato sulla serie televisiva statunitense Henry Danger trasmessa da Nickelodeon tra il 2014 e il 2020. Diretto da Joe Menendez, il film vede Jace Norman riprendere il ruolo di Henry Hart / Kid Danger, insieme ai colleghi Sean Ryan Fox, Ella Anderson, Michael D. Cohen, Frankie Grande, Glee Dango e Andre Tricoteux.
Il film è stato distribuito il 17 gennaio 2025 in contemporanea su Nickelodeon e Paramount+.

## Trama
A Swellview, la malvagia Evil Science Corp crea un congegno chiamato Reality Altering Device (R.A.D.), capace di modificare la realtà. Durante il trasporto, Missy Martin, una fan sfegatata di Kid Danger, riesce a rubare il dispositivo camuffandosi da lui. Intende usarlo per riportare in vita il suo eroe, inconsapevole che Henry Hart ha inscenato la propria morte e si è trasferito a Dystopia per combattere il crimine con Jasper Dunlop.
A Dystopia, Henry e Jasper si scontrano con il supercriminale Blackout. Dopo una dura battaglia e una lite sull’importanza della fama, la loro amicizia sembra giunta al termine. Intanto, Missy attiva il R.A.D., risucchiando Henry nella sua stanza e nel suo mondo immaginario, dove si ritrova a indossare un nuovo costume da Kid Danger. Mentre cercano di tornare alla realtà, Henry e Missy affrontano personaggi immaginari da lei creati, tra cui Coach Cregg e Vampiper, una versione alternativa della sorella Piper.
Costretti a viaggiare tra diverse dimensioni immaginarie, i due collaborano con varianti alternative di Schwoz, Jasper e Frankini. Dopo numerosi scontri, Missy dimostra il proprio coraggio sacrificandosi per permettere a Henry di salvare Newtown e ristabilire l’equilibrio nel multiverso. Al termine, Henry e Jasper si riappacificano e Missy diventa la nuova partner di Kid Danger.

## Cast
- Jace Norman: Henry Hart / Kid Danger
- Sean Ryan Fox: Jasper Dunlop / Captain Stache
- Ella Anderson: Piper Hart / Vampiper
- Michael D. Cohen: Schwoz Schwartz
- Frankie Grande: Frankini alternativo
- Glee Dango: Missy Martin / Superfan
- Andre Tricoteux: Coach Cregg
- Cooper Barnes: Ray Manchester / Captain Man
- Eric Mazimpaka: Blackout
- Rachael Drance: Detective Jones
- Breeze Dango: Gemma Martin

### Doppiatori (voce originale)
- Trevor Devall: Blackout (voce)
- Daran Norris: Narratore

### Doppiatori Italiani
- Riccardo Suarez: Henry Hart
- Sara Ciocca: Missy Martin
- Francesco Ferri: Jasper Dunlop/ Capitan Mustache
- Arianna Vignoli: Piper Hart/ Vampiper
- Luigi Ferraro: Schwoz Schwarts
- Luca Mannocci: Frankini/ Dentikini

## Produzione
Il progetto di un film tratto dalla serie fu annunciato per la prima volta nel maggio 2017. Nel gennaio 2022 Jace Norman confermò ufficialmente il ritorno nei panni di Henry Hart grazie a un accordo con Nickelodeon e Paramount.
Le riprese si sono svolte tra marzo e aprile 2024 a Vancouver e Richmond, nella Columbia Britannica.

## Distribuzione
Il film è stato distribuito negli Stati Uniti il 17 gennaio 2025 su Nickelodeon e Paramount+.

## Accoglienza
Alla sua uscita, il film ha totalizzato circa 140000 spettatori nel giorno del debutto televisivo. La critica ha accolto il film in modo generalmente positivo; Fernanda Camargo di *Common Sense Media* ha valutato il film con 3 stelle su 5, definendolo «apprezzabile per i fan della serie e un buon punto d’ingresso per chi non la conosce».